# Oldenburg (Indiana)
Oldenburg – miasto w Stanach Zjednoczonych, w stanie Indiana, w hrabstwie Franklin.